# IF Ceresbyen
Idrætsforeningen ved Ceresbyen (eller IF Ceresbyen) er en dansk fodboldklub, der i dag har hjemme i Aarhus V. Klubbens førstehold spiller i Serie 3 under DBU Jylland. Klubben træner og spiller i Ellehøjskolen. Klubben har i nuværende tidspunkt ikke nogen officiel hjemmeside.

## Historie

### Sæsoner
IF Ceresbyen’s placeringer i danmarksturneringen siden 2017
| Sæson | Divisionsnavn     | Note         |
| ----- | ----------------- | ------------ |
| 2017  | Serie 6           |              |
| 2018  | Serie 6           | ↑ Oprykning  |
| 2019  | Serie 5           |              |
| 2020  | Serie 5           |              |
| 2021  | Serie 5           | ↑ Oprykning  |
| 2022  | Serie 4 - Forår   | ↑ Oprykning  |
| 2022  | Serie 3 - Efterår | ↓ Nedrykning |
| 2023  | Serie 4           | ↑ Oprykning  |
| 2024  | Serie 3           |              |

Oversigt sidst opdateret: 30. januar 2024